# Herramienta UML

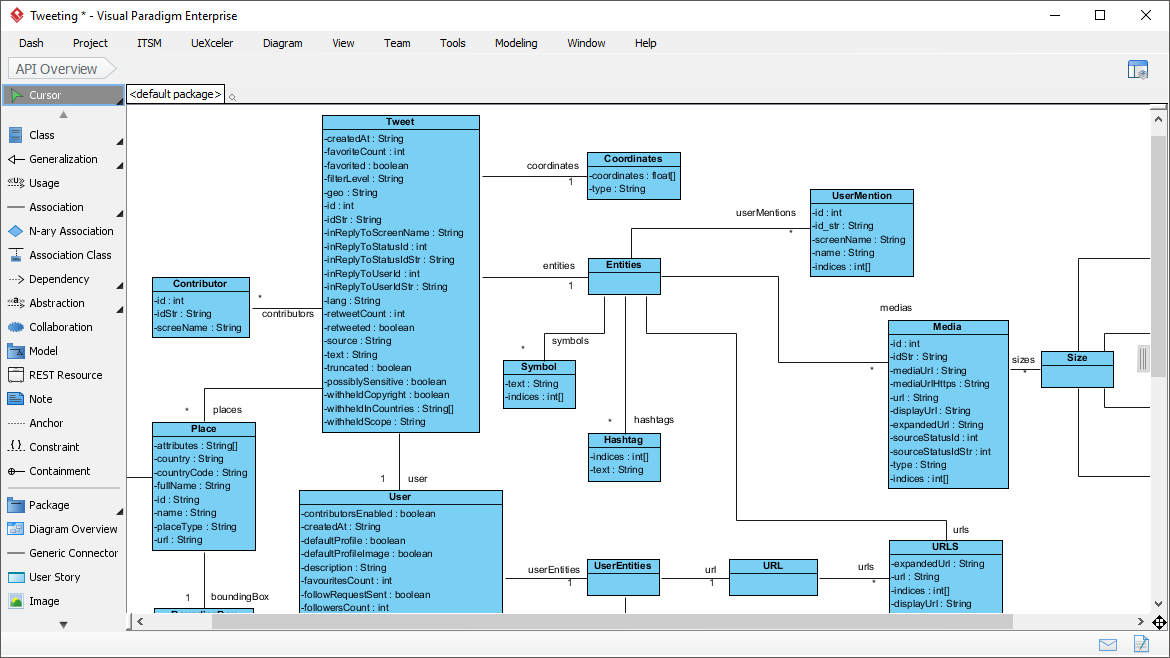
Ejemplo de herramienta UML

El Lenguaje Unificado de Modelado (UML) es una notación gráfica estandarizada utilizada por los desarrolladores de software para describir, visualizar y documentar sistemas software complejos. El UML permite a los analistas y programadores informáticos representar visualmente los diferentes aspectos de un sistema, incluyendo su estructura, comportamiento e interacciones entre los diferentes componentes.
Las herramientas UML son aplicaciones de software diseñadas para ayudar a los desarrolladores de software a trabajar con diagramas UML. Estas herramientas ofrecen una interfaz gráfica para crear y manipular diferentes tipos de diagramas UML, tales como diagramas de clases, diagramas de objetos, diagramas de secuencia y diagramas de actividad.
Las herramientas UML suelen ser utilizadas en las fases de análisis y diseño del ciclo de vida del software. En la fase de análisis, los analistas pueden utilizar las herramientas UML para modelar el sistema a un nivel abstracto, identificando las entidades clave del sistema, sus atributos y las relaciones entre ellas. En la fase de diseño, los desarrolladores pueden utilizar las herramientas UML para elaborar un diseño detallado del sistema, incluyendo su arquitectura, la definición de las clases y sus relaciones, así como los flujos de trabajo y las interacciones entre las diferentes partes del sistema.
Las herramientas UML también ofrecen la posibilidad de generar automáticamente el código fuente a partir de los diagramas UML, lo que reduce significativamente el tiempo y los errores asociados a la codificación manual. Además, las herramientas UML permiten una mejor comunicación entre los miembros del equipo de desarrollo, ya que los diagramas UML pueden ser utilizados como un lenguaje común y fácilmente comprensible por todos los miembros del equipo.
En resumen, las herramientas UML son una parte fundamental del proceso de desarrollo de software, ya que permiten a los analistas y programadores informáticos modelar, visualizar y documentar sistemas software complejos de una manera clara y concisa. Estas herramientas son esenciales para mejorar la eficiencia, calidad y precisión en el desarrollo de software, lo que se traduce en un mayor éxito en la entrega de proyectos de software.

Además de las funcionalidades mencionadas anteriormente, las herramientas UML también permiten realizar la validación y verificación de los modelos creados, lo que ayuda a garantizar que el sistema cumpla con los requisitos y especificaciones definidos previamente. Asimismo, estas herramientas pueden ser utilizadas para realizar simulaciones y pruebas de diferentes escenarios, lo que facilita la detección temprana de errores y problemas en el sistema.
Existen numerosas herramientas UML disponibles en el mercado, desde soluciones comerciales hasta herramientas de código abierto. Algunas de las herramientas UML más populares incluyen Enterprise Architect, Rational Software Architect, Visual Paradigm, StarUML, y ArgoUML, entre otras.
Además, algunas herramientas UML también permiten la colaboración en tiempo real entre diferentes miembros del equipo de desarrollo, lo que permite una mayor comunicación y colaboración en el proceso de diseño y desarrollo del sistema. También pueden ofrecer integración con otros sistemas de gestión de proyectos, herramientas de seguimiento de errores y repositorios de código fuente.
Cabe destacar que, aunque las herramientas UML son una herramienta valiosa para el diseño y desarrollo de sistemas software, no son una solución mágica para resolver todos los problemas de desarrollo. Es importante recordar que las herramientas UML deben utilizarse como una herramienta complementaria a los procesos y metodologías de desarrollo de software existentes, y que su éxito dependerá en gran medida de la habilidad y experiencia del equipo de desarrollo en su uso adecuado y efectivo.